# ラッキーソブリン
ラッキーソブリン (Lucky Soverign) は、アメリカ合衆国生産、イギリス調教の競走馬、種牡馬。1978年に種牡馬として日本に導入され活躍した。

## 経歴
競走馬時代はイギリスとアイルランドで走り15戦1勝。唯一の勝利はG3のダンテステークスで挙げたもので、ほかアイリッシュダービーで2着などの成績がある。3歳をもって競走馬を引退し、翌1978年に種牡馬として日本へ輸出された。
初年度産駒からシンウルフがスプリンターズステークスに優勝して重賞を制すると、3年目の産駒ロングハヤブサが阪神3歳ステークスを制し、さらに翌年スズマッハが東京優駿で2着となるなどの活躍を見せ、同世代、同年に種牡馬入りしたマルゼンスキーとともに日本におけるニジンスキー系種牡馬の代表格となった。GIをいくつも優勝するような華々しい活躍を示す産駒はいなかったが、総じて勝ち上がり率が良好で堅実な成績を残すことから人気種牡馬の一頭となり、種牡馬ランキングでも上位の常連となった（最高全国4位・1989年）。1990年代半ばからは徐々に新鋭の種牡馬に押されはじめ直仔の活躍は減ったが、以降も母の父として一定の影響力を残している。
現在その後継は残っていないが、初年度産駒シンウルフは種牡馬として九州で繋養され、同地で多数の配合相手を得て、1980年代から1990年代半ば辺りまでは九州産馬の代名詞的な存在であった。

## 主な産駒
- シンウルフ（1979年産 スプリンターズステークス）
- ロングハヤブサ（1981年産 阪神3歳ステークス、デイリー杯3歳ステークス、マイラーズカップ、阪急杯）
  - 1983年度優駿賞最優秀3歳牡馬
- スズマッハ（1981年産 エプソムカップ、東京優駿2着、安田記念2着）
- ホウエイソブリン（1984年産 セントウルステークス）
- ラッキーゲラン（1986年産 阪神3歳ステークス、毎日王冠、函館記念）
- ラビットボール（1987年産 中山牝馬ステークス）
- ニホンピロラック（1988年産 東京障害特別・秋）

### 主なブルードメアサイアー産駒
- コスモドリーム（優駿牝馬）
- ショウナンカンプ（高松宮記念、スワンステークス、阪急杯）
- マイネルセレクト（JBCスプリント、東京盃、黒船賞、シリウスステークス、ガーネットステークス）
- カネツクロス（鳴尾記念、アメリカジョッキークラブカップ、エプソムカップ）
- スキップジャック（京王杯2歳ステークス）
- ナイスパーワー（ダービー卿チャレンジトロフィー）
- ルスナイクリスティ（ファルコンステークス）
- クーヴェルチュール（キーンランドカップ）
- メイショウワカシオ（京都ジャンプステークス）
- ハルウララ（113戦0勝）

## 血統表
| ラッキーソブリンの血統   | ラッキーソブリンの血統              | ラッキーソブリンの血統              | （血統表の出典）                    | （血統表の出典） |
| 父系                     | ニジンスキー系                      | ニジンスキー系                      | ニジンスキー系                      | [ § 2 ]          |
| 父 Nijinsky II 1967 鹿毛 | 父の父Northern Dancer 1961 鹿毛     | Nearctic                            | Nearco                              | Nearco           |
| 父 Nijinsky II 1967 鹿毛 | 父の父Northern Dancer 1961 鹿毛     | Nearctic                            | Lady Angela                         |                  |
| 父 Nijinsky II 1967 鹿毛 | 父の父Northern Dancer 1961 鹿毛     | Natalma                             | Native Dancer                       | Native Dancer    |
| 父 Nijinsky II 1967 鹿毛 | 父の父Northern Dancer 1961 鹿毛     | Natalma                             | Almahmoud                           |                  |
| 父 Nijinsky II 1967 鹿毛 | 父の母Flaming Page 1959 鹿毛        | Bull Page                           | Bull Lea                            | Bull Lea         |
| 父 Nijinsky II 1967 鹿毛 | 父の母Flaming Page 1959 鹿毛        | Bull Page                           | Our Page                            |                  |
| 父 Nijinsky II 1967 鹿毛 | 父の母Flaming Page 1959 鹿毛        | Flaring Top                         | Menow                               | Menow            |
| 父 Nijinsky II 1967 鹿毛 | 父の母Flaming Page 1959 鹿毛        | Flaring Top                         | Flaming Top                         |                  |
| 母 Sovereign 1965 鹿毛   | 母の父Pardao 1958 栗毛              | Pardal                              | Pharis                              | Pharis           |
| 母 Sovereign 1965 鹿毛   | 母の父Pardao 1958 栗毛              | Pardal                              | Adargatis                           |                  |
| 母 Sovereign 1965 鹿毛   | 母の父Pardao 1958 栗毛              | Three Weeks                         | Big Game                            | Big Game         |
| 母 Sovereign 1965 鹿毛   | 母の父Pardao 1958 栗毛              | Three Weeks                         | Eleanor Cross                       |                  |
| 母 Sovereign 1965 鹿毛   | 母の母Urshalim 1951 鹿毛            | Nasrullah                           | Nearco                              | Nearco           |
| 母 Sovereign 1965 鹿毛   | 母の母Urshalim 1951 鹿毛            | Nasrullah                           | Mumtaz Begum                        |                  |
| 母 Sovereign 1965 鹿毛   | 母の母Urshalim 1951 鹿毛            | Horama                              | Panorama                            | Panorama         |
| 母 Sovereign 1965 鹿毛   | 母の母Urshalim 1951 鹿毛            | Horama                              | Lady of Aran F-No.3-c               |                  |
| 母系(F-No.)              | 3号族(FN:3-c)                       | 3号族(FN:3-c)                       | 3号族(FN:3-c)                       | [ § 3 ]          |
| 5代内の近親交配          | Nearco4×4=12.50%、Pharos5×5*5=9.38% | Nearco4×4=12.50%、Pharos5×5*5=9.38% | Nearco4×4=12.50%、Pharos5×5*5=9.38% | [ § 4 ]          |
| 出典                     | 1. 2. 3. 4.                         | 1. 2. 3. 4.                         | 1. 2. 3. 4.                         | 1. 2. 3. 4.      |

父はイギリスの三冠馬。詳しくは同馬の項を参照。母ソヴリンはイギリスで9戦5勝。コロネーションステークスなどを制し、1967年のイギリス最優秀2歳牝馬に選出されている。祖母もモルコムステークス優勝など短距離で活躍した馬である。叔母と従妹にもアイリッシュ1000ギニーの優勝馬ラッカーとフェイヴォレッタがおり、ほか近親に多数の活躍馬がいる。